# Landstormsmössa m/1926

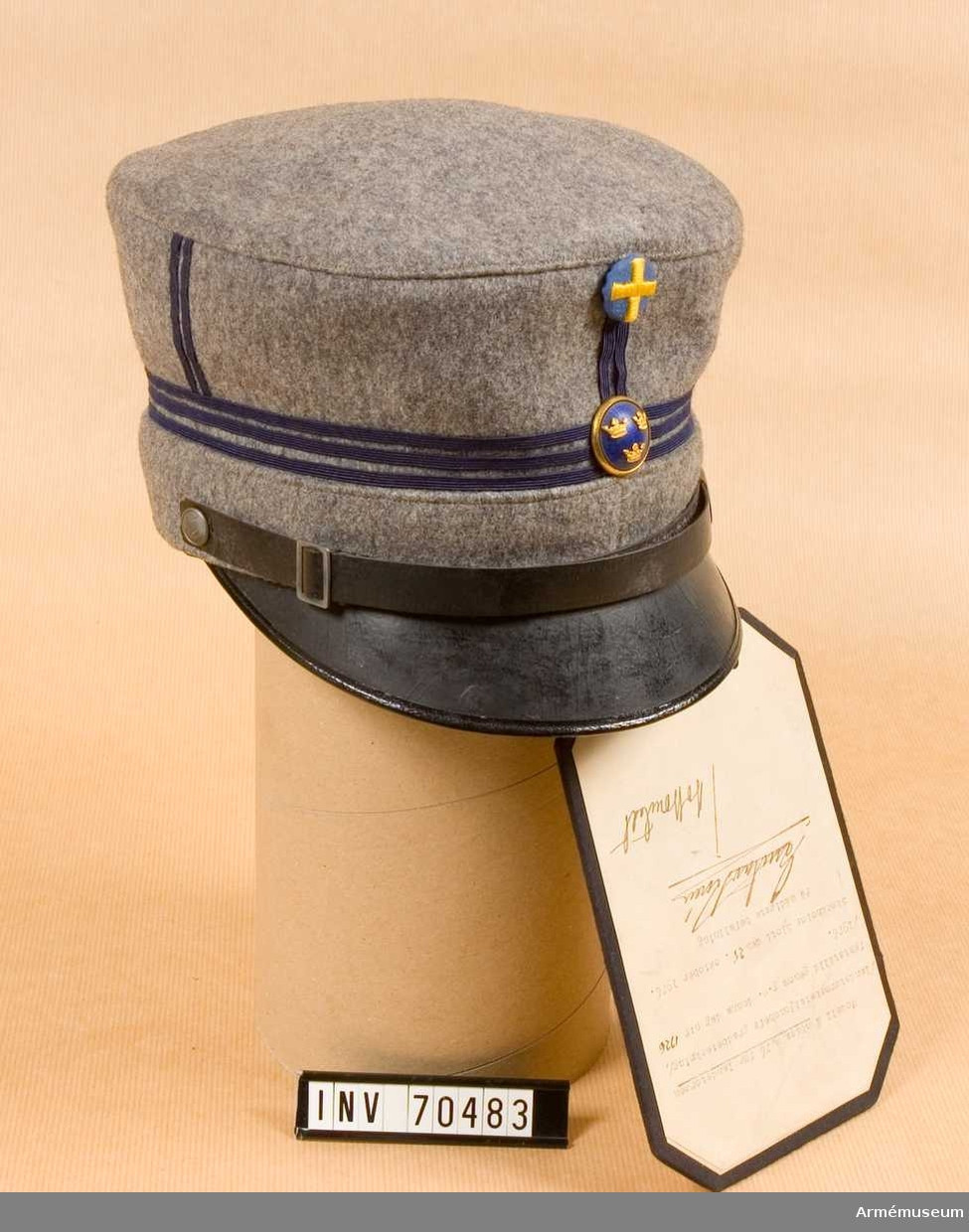
Landstormsmössa m/26 med gradbeteckning för landstormsbataljonschef (Armémuseum AM.070483).

Landstormsmössa m/1926 var en mössa som användes inom krigsmakten.

## Bakgrund
Under 1900- talets första decennier så hade man inom armén brukat trekornshatt som huvudbonad (se Hatt m/1906, hatt m/1910 och landstormshatt m/1907) men med uniform m/1923 så återgick man till att bruka mössa som huvudbonad då den opraktiska trekornshatten snarast var ett resultat av dåtidens nationalromantiska strömningar. Även om Landstormen inte använde uniform m/1923 valde man att ta fram en ny typ av landstormsmössa anpassad till arméns m/23.

## Utseende
Landstormsmössa m/1926 är tillverkad av ljusgrått kläde och har en skärm samt rem av lackerat läder. På bägge sidorna av mössan finns två små lodrätta galoner. Utmed remmen finns även ett antal galoner som markerar bärarens grad. Manskap har dock beläggningssnören istället för galoner. På mössans framsida återfinner man hos officerare en förgylld blåemaljerad knapp m/1865. På samma plats finns hos underofficerare en vit knapp m/1865 och för manskapet en bronserad knapp m/1865. Mössan är mycket lik Mössa m/1865 och Mössa m/1923.

## Användning
Mössan användes av Landstormen som huvudbonad till uniform m/1910 efter 1926.